# Electronic Sound
Vous lisez un « bon article » labellisé en 2012.
Albums de George Harrison
Wonderwall Music
(1968) All Things Must Pass
(1970)
Electronic Sound est le deuxième album solo de George Harrison, sorti en mai 1969, alors qu'il est encore membre des Beatles. Cet album aux tonalités expérimentales est, comme son nom l'indique, composé de « sons électroniques » joués sur un synthétiseur Moog Modular. Sur deux longues pistes, qui occupent chacune une face du 33 tours, le musicien expérimente cet instrument qu'il a récemment découvert. La pochette est ornée d'un dessin d'enfant de Harrison.
L'album est publié sous le très éphémère Zapple, sous-label d'Apple Records consacré aux disques expérimentaux (qui n'aura publié que deux albums, celui de Harrison et  Unfinished music no 2 : Life with the lions de John Lennon). Il sort en mai 1969 des deux côtés de l'Atlantique et connaît un accueil commercial confidentiel : il n'entre pas dans les charts britanniques et n'arrive qu'à la 191e place des classements américains.
La critique est divisée concernant cet album. Il est tantôt considéré comme un poème abstrait, tantôt comme un simple test préfigurant l'utilisation plus concrète et aboutie du Moog sur l'album Abbey Road quelques mois plus tard. En 1996, l'album est réédité au format CD, mais les deux pistes sont inversées et voient leurs titres et compositeurs échangés.

## Historique

### Origine et enregistrement

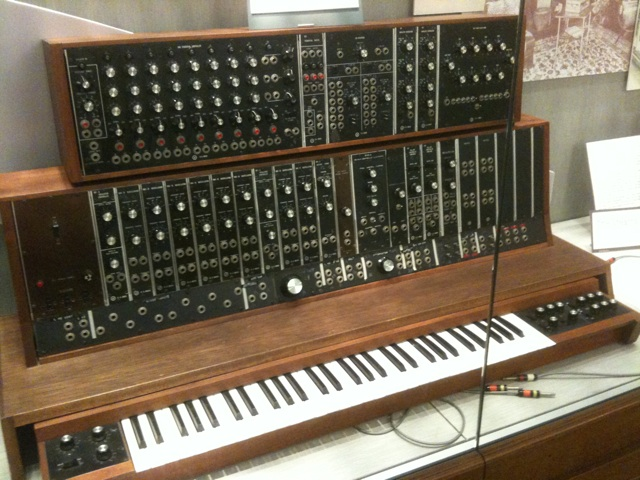
Electronic Sound est enregistré avec un synthétiseur Moog ; inventé au début des années 1960.

En 1968, les quatre Beatles fondent leur label Apple Records, et chacun y fait signer les artistes dont il juge le potentiel intéressant. George Harrison se tourne vers Jackie Lomax et produit son album Is That What You Want? auquel participent plusieurs artistes de renom, notamment Eric Clapton, Paul McCartney, Ringo Starr et Nicky Hopkins. Bien que le disque n'ait que peu de succès, c'est une nouveauté pour Harrison qui y introduit quelques parties d'un instrument récent, le synthétiseur, encore inconnu à l'époque. Cet instrument est amené par Bernie Krause, musicien intéressé par les sons naturels, qui fait par la suite carrière dans ce domaine.
À la suite de l'enregistrement de l'album de Jackie Lomax, George Harrison demande à Bernie Krause de lui montrer les possibilités du Moog. À son insu, la démonstration est enregistrée et, sans l'approbation de Krause, sera ensuite éditée par le Beatle pour se trouver dans l'album Electronic Sound sous le titre No Time or Space. En février suivant, Harrison acquiert un Moog dans son domicile d'Esher, dans le Surrey, et enregistre un deuxième morceau, Under the Mersey Wall. Dans les deux cas, il s'agit de collages abstraits de sons du Moog, de respectivement 25 et 18 minutes.

### Parution et réception
Avec Apple, les Beatles ont la possibilité de laisser libre cours à leurs envies, et sont libres de publier des albums peu commerciaux et expérimentaux. John Lennon a ouvert le bal en 1968 avec Unfinished Music No.1: Two Virgins. Pour poursuivre ces expérimentations, les Beatles fondent le label subsidiaire Zapple, qui ne publie que deux albums avant d'être supprimé par leur manager Allen Klein : Unfinished Music No.2: Life with the Lions de John Lennon et Yoko Ono et, donc, les expérimentations de Harrison, qui paraissent sous le titre Electronic Sound le 9 mai 1969 au Royaume-Uni et le 26 mai aux États-Unis. L'illustration de la pochette est une peinture de Harrison dans un style enfantin. L'intérieur inclut un commentaire de l'auteur, sous le pseudonyme d'Arthur Wax : « Il y a partout un tas de gens qui font beaucoup de bruit ; en voici encore davantage. » Au sujet du disque, il ajoute par ailleurs : « J'ai enregistré tout ce qui sortait ».
La nature expérimentale d'Electronic Sound ne lui permet pas de rencontrer un quelconque succès commercial, et il n'atteint que la 191e position des charts. Au moment de sa sortie, le disque est alors relativement ignoré par la critique, qui est depuis partagée à son sujet. Pour Richard S. Ginell, du site AllMusic, il s'agit d'un poème abstrait de qualité ; tandis que pour Simon Leng, qui consacre un ouvrage à Harrison, « Quarante minutes de démonstration qu'un Beatle n'avait aucune idée de comment jouer d'un clavier électronique, c'est au moins trente-neuf minutes de trop ». Au-delà de ces divergences de point de vue, Electronic Sound représente surtout un avant-goût d'un usage plus travaillé du Moog sur l'album des Beatles Abbey Road, qui sort quelques mois plus tard. Une polémique entoure Electronic Sound dans la mesure où Bernie Krause, bien qu'il ait demandé que son nom soit retiré de la pochette, a par la suite revendiqué la paternité du disque. Sa participation à la deuxième piste, enregistrée en Californie, est mentionnée, mais il semble peu probable qu'il ait davantage participé au disque.
En dépit de son manque de succès, l'album est édité au format CD en 1996 dans une version remastérisée. De façon assez étonnante, cette réédition inverse l'ordre des deux pistes, mais pas les crédits, si bien que ceux-ci se trouvent attribués à la mauvaise piste. Cette réédition est actuellement épuisée.

## Liste des chansons
Toutes les compositions sont de George Harrison.
| 1. | Under the Mersey Wall | 18:41 |

| 2. | No Time or Space | 25:10 |